# Präsidentschafts- und Parlamentswahl in Guatemala 2007
Bei der Präsidentschaftswahl in Guatemala am 9. September 2007 traten 16 Parteien und 14 Kandidaten um das Präsidentenamt in Guatemala an. Neben der Wahl des Präsidenten und des Vizepräsidenten fand gleichzeitig auch die Parlamentswahl der 158 Abgeordneten des Kongress der Republik Guatemala, sowie die Wahl der 332 Bürgermeister statt. Das Staatsoberhaupt in Guatemala wird für vier Jahre gewählt und kann nicht ein zweites Mal kandidieren.
Der Wahlkampf wurde von politischen Morden mit mehr als 40 Toten überschattet. Vor der Wahl gab es ein striktes dreitägiges Alkoholverbot, um erwartete bzw. befürchtete Ausschreitungen zu reduzieren.
Die international bekannteste Persönlichkeit der Präsidentschaftswahl war die Friedensnobelpreisträgerin Rigoberta Menchú, die als Quiché-Maya die indigene Bevölkerungsgruppe vertrat, die in Guatemala rund 40 % der Einwohner ausmacht. Umfragen während des Wahlkampfes ergaben, dass sie kaum Chancen auf einen Wahlsieg hatte. 
Die aussichtsreichsten Kandidaten waren Otto Pérez Molina (PP, ehemaliger Direktor des militärischen Geheimdienstes) und der Geschäftsmann Alvaro Colom (UNE, eine als sozialdemokratisch geltende Partei).

## Ergebnis

### Präsidentschaftswahl
| Kandidaten                         | Kandidaten              | Parteien                                    | 1. Wahlgang | 1. Wahlgang | 2. Wahlgang | 2. Wahlgang |
| Kandidaten                         | Kandidaten              | Parteien                                    | Stimmen     | %           | Stimmen     | %           |
| ---------------------------------- | ----------------------- | ------------------------------------------- | ----------- | ----------- | ----------- | ----------- |
|                                    | Álvaro Colom Caballeros | Unidad Nacional de la Esperanza             | 926.236     | 28,2        | 1.449.533   | 52,8        |
|                                    | Otto Pérez Molina       | Partido Patriota                            | 771.813     | 23,5        | 1.295.108   | 47,2        |
|                                    | Alejandro Giammattei    | Gran Alianza Nacional                       | 565.017     | 17,2        |             |             |
|                                    | Eduardo Suger           | Centro de Acción Social                     | 244.373     | 7,5         |             |             |
|                                    | Luis Rabbé              | Frente Republicano Guatemalteco             | 239.204     | 7,3         |             |             |
|                                    | Mario Estrada           | Unión del Cambio Nacional                   | 103.695     | 3,2         |             |             |
|                                    | Rigoberta Menchú        | Encuentro por Guatemala                     | 100.365     | 3,1         |             |             |
|                                    | Fritz García Gallont    | Partido Unionista                           | 95.280      | 2,9         |             |             |
|                                    | Óscar Castañeda         | Partido de Avanzada Nacional                | 83.369      | 2,5         |             |             |
|                                    | Miguel Ángel Sandoval   | Unidad Revolucionaria Nacional Guatemalteca | 70.208      | 2,1         |             |             |
|                                    | Manuel Conde Orellana   | Unión Democrática                           | 24.893      | 0,8         |             |             |
|                                    | Pablo Monsanto          | Alternativa Nueva Nación                    | 19.640      | 0,6         |             |             |
|                                    | Héctor Rosales          | Desarrollo Integral Auténtico               | 18.395      | 0,6         |             |             |
|                                    | Vinicio Cerezo Blandón  | Democracia Cristiana Guatemalteca           | 16.461      | 0,5         |             |             |
| Gesamt                             | Gesamt                  | Gesamt                                      | 3.278.949   | 100         | 2.744.641   | 100         |
|                                    |                         |                                             |             |             |             |             |
| Leere Stimmzettel                  | Leere Stimmzettel       | Leere Stimmzettel                           | 129.184     | 3,6         | 40.647      | 1,4         |
| Ungültige Stimmzettel              | Ungültige Stimmzettel   | Ungültige Stimmzettel                       | 207.734     | 5,7         | 101.918     | 3,5         |
| Wähler                             | Wähler                  | Wähler                                      | 3.615.867   | 60,4        | 2.887.206   | 48,2        |
| Wahlberechtigte                    | Wahlberechtigte         | Wahlberechtigte                             | 5.990.029   |             | 5.990.029   |             |
|                                    |                         |                                             |             |             |             |             |
| Quelle: Tribunal Supremo Electoral |                         |                                             |             |             |             |             |

### Parlamentswahl
| Listen                                                                            | Listen                          | Provinzialstimmen | Provinzialstimmen | Provinzialstimmen | Nationalstimmen | Nationalstimmen | Nationalstimmen | Mandate Gesamt |
| Listen                                                                            | Listen                          | Stimmen           | %                 | Mandate           | Stimmen         | %               | Mandate         | Mandate Gesamt |
| --------------------------------------------------------------------------------- | ------------------------------- | ----------------- | ----------------- | ----------------- | --------------- | --------------- | --------------- | -------------- |
|                                                                                   | Unidad Nacional de la Esperanza | –                 | –                 | 44                | 720.285         | 22,8            | 8               | 52             |
| Gesamt                                                                            | Gesamt                          | 0                 | 100               | 127               | 3.153.216       | 100             | 31              | 158            |
|                                                                                   |                                 |                   |                   |                   |                 |                 |                 |                |
| Wahlberechtigte                                                                   | Wahlberechtigte                 | 5.990.029         |                   |                   | 5.990.029       |                 |                 |                |
|                                                                                   |                                 |                   |                   |                   |                 |                 |                 |                |
| Quellen: Tribunal Supremo Electoral – Provinzialstimmen: Summe nach Departamentos |                                 |                   |                   |                   |                 |                 |                 |                |